# Marija Dolina
Marija Iwanowna Dolina (ros. Мари́я Ива́новна До́лина, ur. 18 grudnia 1922 we wsi Szarowka w obwodzie omskim, zm. 3 marca 2010 w Kijowie) – radziecka pilotka, Bohater Związku Radzieckiego (1945).

## Życiorys
Urodziła się w ukraińskiej rodzinie chłopskiej. Skończyła 8-klasową szkołę średnią, później uczyła się w aeroklubie w Melitopolu, który ukończyła z wyróżnieniem, a w 1939 ukończyła szkołę lotniczą w Chersoniu. Była lotniczką-instruktorką aeroklubów w Dniepropietrowsku i Mikołajowie, eksternistycznie ukończyła tamtejsza szkołę średnią. Od 1941 służyła w Armii Czerwonej, w 1942 skończyła wojskową szkołę lotniczą w mieście Engels, walczyła w wojnie z Niemcami w składzie 587 pułku bombowców/125 gwardyjskiego pułku bombowców, swój pierwszy lot bojowy wykonała pod Stalingradem na bombowcu Pe-2. Brała udział w walkach powietrznych nad Stalingradem, na Północnym Kaukazie, Kubaniu i nad Kurskiem, w wyzwoleniu Białorusi i krajów bałtyckich. Łącznie wykonała 72 loty bojowe, zrzuciła na obiekty wroga 45000 kg bomb, uczestniczyła w 6 walkach powietrznych, w których w grupie strąciła 3 myśliwce przeciwnika. Od 1943 należała do WKP(b). Po wojnie była zastępcą dowódcy pułku bombowców, w 1950 została przeniesiona do rezerwy. Pracowała w Komitecie Miejskim Komunistycznej Partii Łotwy w Rydze, gdzie ukończyła szkołę partyjną, i w KC KPŁ. Od 1983 r. mieszkała w Kijowie. Z okazji 50-tej rocznicy zakończenia wojny prezydent Leonid Kuczma awansował ją na stopień majora. Została pochowana na Cmentarzu Bajkowa.

## Odznaczenia
- Złota Gwiazda Bohatera Związku Radzieckiego (18 sierpnia 1945)
- Order Lenina (18 sierpnia 1945)
- Order Czerwonego Sztandaru (dwukrotnie)
- Order Wojny Ojczyźnianej I klasy

I medale.